# Washington Diplomats
Il nome Washington Diplomats fu usato da tre differenti club calcistici statunitensi di Washington.
Due di essi, facenti capo a differenti franchigie, disputarono la North American Soccer League rispettivamente dal 1974 al 1980 e nel 1981. Il terzo club, a sua volta di proprietà di un'ulteriore franchigia, fu attivo dal 1988 al 1990 nella Lega nota come American Soccer League (poi American Professional Soccer League, APSL) del cui campionato fu vincitore nella stagione del proprio esordio.

## Storia

### Diplomats I e II (1974-1981)
Il club nacque nel 1974 con l'intento di assicurare una presenza calcistica nella capitale dell'Unione. A dispetto dei calciatori di rilievo che vi militarono (il più importante dei quali fu senza dubbio l'olandese Johan Cruijff), la squadra non andò mai oltre gli ottavi di finale (1978, 1979 e 1980), mentre nell'unica altra occasione in cui raggiunse i play-off si fermò al turno di spareggio per i quarti (1976). Al termine della stagione 1980 la franchigia decise di abbandonare la NASL.
La seconda squadra a chiamarsi con tale nome comparve nel 1981. Benché non esista apparente soluzione di continuità con il club sciolto l'anno precedente, quello che disputò l'edizione 1981 della NASL corrispondeva in realtà alla franchigia dei Detroit Express, a loro volta trasferitasi per problemi economici. Il progetto di mantenere una squadra di calcio a Washington veniva quindi tenuto sempre in piedi dai vertici della NASL, tuttavia anche il nuovo club non riuscì a conseguire risultati di rilievo, in quanto la squadra non si qualificò per i play-off e la sua avventura finì bruscamente al termine della stagione (la NASL avrebbe fatto, nel edizione 1983, un nuovo, infruttuoso, tentativo, creando nella Capitale un club chiamato Team America, che ebbe vita breve, anch'esso una sola stagione).

### Diplomats III (1987-1990)
Nel 1988 si formò una Lega che per la terza volta portava il nome di American Soccer League (ASL III), unitasi poi nel 1990 con la Western Soccer Alliance a formare la American Professional Soccer League. I rinati Washington Diplomats, fondati nel 1987, vi disputarono tre campionati, vincendo quello d'esordio nel 1988. L'ultima stagione disputata fu nel 1990 e lo scioglimento definitivo avvenne nel 1991.

## Stadio
Tranne in una stagione, i Diplomats I, II e III giocarono al Robert F. Kennedy Memorial Stadium, impianto multifunzione che sorge nella Capitale. Inaugurato nel 1961 come District of Columbia Stadium o D.C. Stadium, esso prese il nome attuale nel 1969 dopo l'omicidio del senatore Robert Kennedy, avvenuto a Los Angeles. È anche chiamato RFK o RFK Stadium.
Lo stadio è stato per 36 stagioni il campo della squadra di football americano dei Washington Redskins e oggi è il terreno di gioco dei D.C. United, militante nella Major League Soccer nonché dei Washington Nationals, della Major League Baseball.
Durante il campionato del mondo 1994 svoltosi negli Stati Uniti il RFK ha ospitato alcuni incontri, tra cui anche Italia-Messico nel corso della prima fase a gironi.
È il quarto stadio più vecchio tra gli impianti attualmente utilizzati nella Major League Baseball.

## Allenatori
- 1974-1977  Dennis Viollet
- 1978-1980  Gordon Bradley
- 1981  Ken Furphy
- 1988-1989  Ian Bain
- 1990  Niki Nikolic

## Palmarès

### Competizioni nazionali
- American Soccer League: 1

1988